# Santo Tomé (capital)
Santo Tomé (portugués: São Tomé) es la capital de la isla homónima, del distrito de Água Grande y de la República Democrática de Santo Tomé y Príncipe, en África Occidental. Se encuentra situada en la costa nordeste de la isla de Santo Tomé, en el Océano Atlántico, en la bahía de Ana Chaves, en la que también se encuentra la isla de Cabras.

## Historia
El portugués Álvaro Caminha fundó la colonia de Santo Tomé en 1493, alcanzando el estatus de ciudad en 1525. Los portugueses llegaron a Santo Tomé en busca de tierras para cultivar caña de azúcar. La isla estaba deshabitada antes de la llegada de los portugueses en algún momento de 1470. Santo Tomé, situada a unos 40 km al norte del ecuador, tenía un clima lo suficientemente húmedo como para cultivar caña de azúcar en abundancia. 2.000 niños judíos, de ocho años o menos, fueron llevados desde la península ibérica para trabajar en las plantaciones de azúcar. El cercano Reino de Kongo africano acabó convirtiéndose también en una fuente de mano de obra esclava. En 1493, los portugueses utilizaban principalmente mano de obra africana para sus colonias, ya que la mayoría de los portugueses que emigraban no debían realizar ningún trabajo manual. Sería significativo especificar cuántos africanos fueron forzados a trabajar con este fin aquí y en qué año.[cita requerida] La isla de Santo Tomé fue el principal centro de producción de azúcar en el siglo XVI; fue superada por Brasil en 1600.
Santo Tomé se centra en una catedral del siglo XVI, que fue reconstruida en gran parte en el siglo XIX. Otra de las primeras construcciones es el Fuerte de São Sebastião, construido en 1566 y que actualmente es el Museo Nacional de São Tomé. El 9 de julio de 1595, una revuelta de esclavos liderada por Rei Amador tomó el control de la capital; fueron subyugados en 1596. En 1599, la Holandesa tomó la ciudad así como las islas durante dos días; la reocuparon en 1641 durante un año. La ciudad sirvió como capital de la colonia portuguesa de Santo Tomé y Príncipe y, desde la independencia de Santo Tomé y Príncipe en 1975, como capital de la nación soberana.

## Toponimia
Como capital de la isla de Santo Tomé, la ciudad lleva su mismo nombre, que lleva el nombre del santo del día, Santo Tomás Apóstol, del descubrimiento el 21 de diciembre de 1471, por João de Santarém en nombre de Pêro Escobar.

## Geografía
Las islas de Santo Tomé y Príncipe, situadas en la región atlántica ecuatorial de la costa noreste de Gabón, aproximadamente a 300 y 250 km (200 millas y 150 millas), respectivamente,  constituyen el segundo país más pequeño de África. Ambas islas forman parte de una cadena montañosa de volcanes extintos, que también incluye la isla de Bioko en Guinea Ecuatorial al norte y el Monte Camerún en la costa occidental de África.
La isla de Santo Tomé es de forma aproximadamente ovalada y tiene 50 km (31 millas) de longitud y 32 km (20 millas) de anchura y es la más montañosa de las dos islas. Sus picos alcanzan los 2024 metros (6640 pies). La isla de Príncipe tiene aproximadamente 30 km (19 millas) de longitud y 6 km (4 millas) de anchura. Rápidos arroyos descienden de las montañas a través de frondosos bosques y tierras de cultivo hacia el mar.
Como puerto importante, Santo Tomé está ubicado en la bahía de Ana Chaves, en el noreste de la isla de Santo Tomé. Administrativamente también forma parte de Santo Tomé el islote de Cabras, que está cerca de la costa. Santo Tomé está ubicado en el noreste de Trindade, sureste de Guadalupe y noroeste de Santana.
Importante como puerto, Santo Tomé se encuentra en la bahía de Ana Chaves, en el noreste de la isla de São Tomé, y Ilhéu das Cabras se encuentra cerca de la costa. Santo Tomé  se encuentra al noreste de Trindade, al sureste de Guadalupe y al noroeste de Santana. 

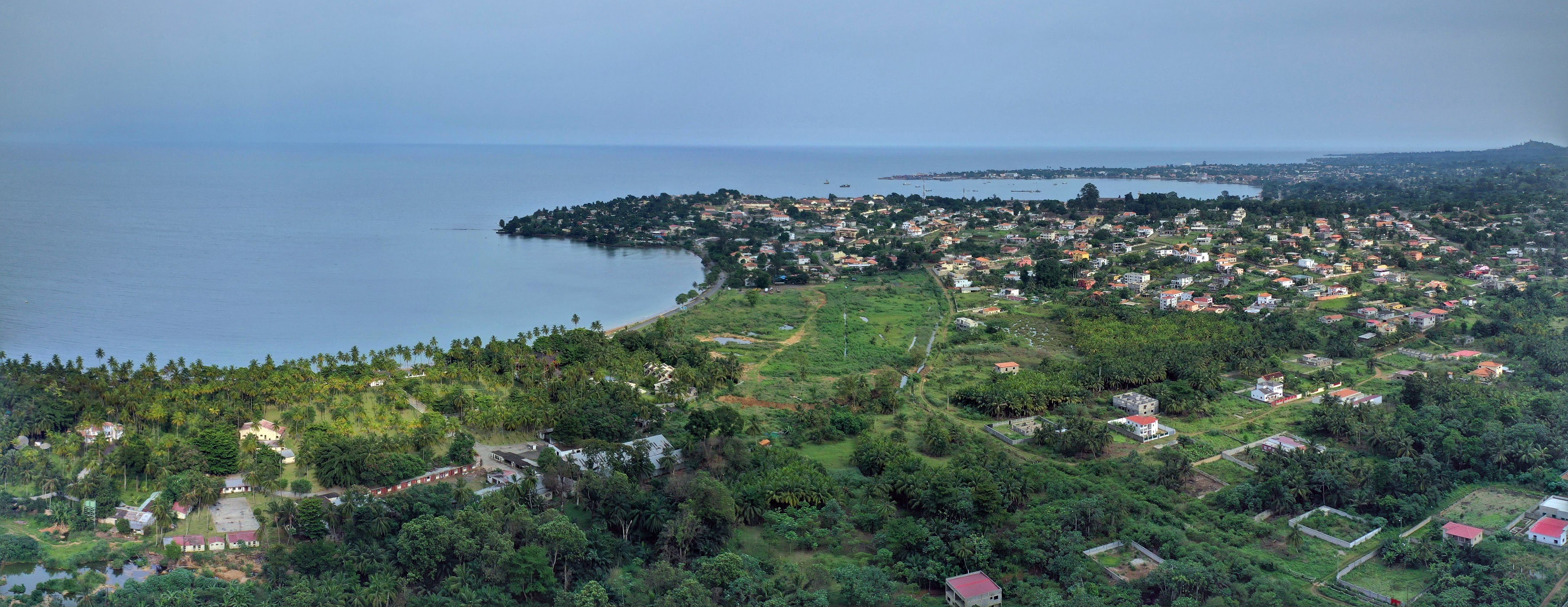
Bahía de Ana Chaves.

### Geografía humana
Santo Tomé está unida a las ciudades de la isla por una autopista que rodea toda la isla de Santo Tomé. 
Santo Tomé está unida a Cabo Verde por un transbordador semanal.
La ciudad cuenta con el Palacio Presidencial de Santo Tomé y Príncipe, la catedral y un cine. La ciudad también alberga escuelas, y colegios, institutos, un politécnico, dos mercados, tres emisoras de radio, la televisión pública TVSP, varias clínicas y hospitales, el principal aeropuerto del país, el Aeropuerto Internacional de São Tomé (con vuelos regulares directos a Angola, Gabón, Ghana y Portugal, así como vuelos nacionales ocasionales al eropuerto de Príncipe), y muchas plazas (praças). São Tomé es también el centro de la red de carreteras y autobuses de la isla. La ciudad es conocida por las tradiciones musicales subsaharianas de África Occidental conocidas como tchiloli.

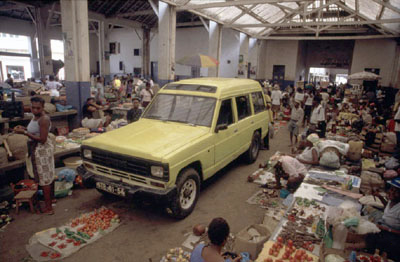
Uno de los dos mercados de Santo Tomé.

## Clima

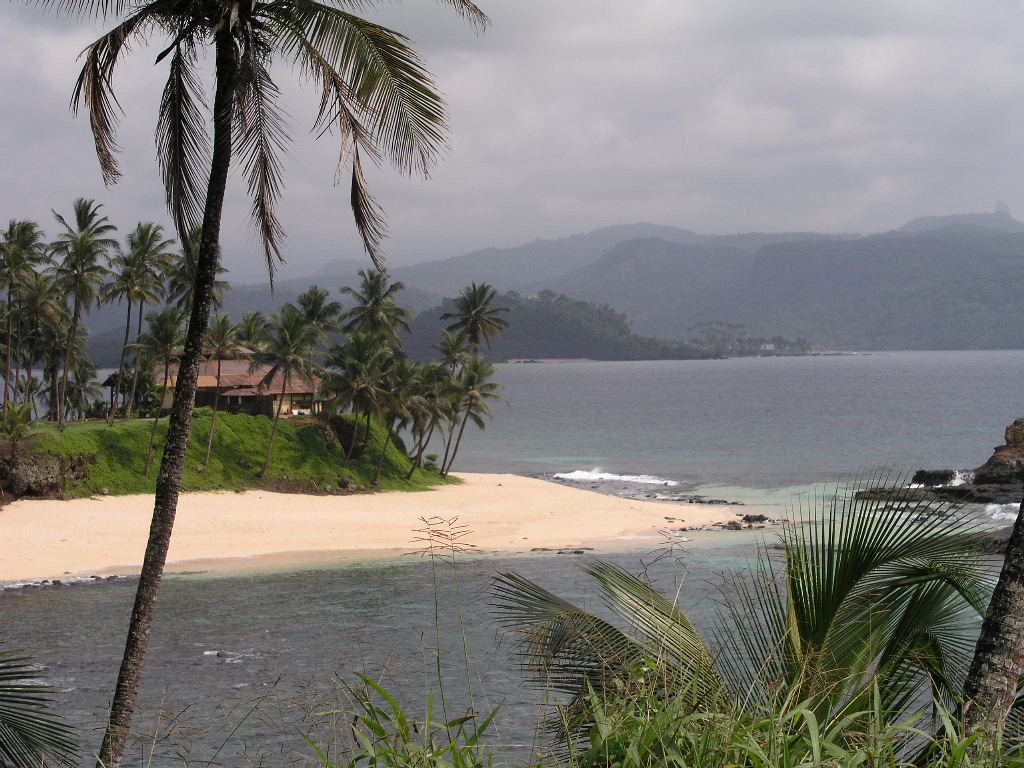
Paisaje de una playa de la isla de Santo Tomé (Ilhéu das Rolas, al sur de la isla).

| Parámetros climáticos promedio de São Tomé (São Tomé International Airport) | Parámetros climáticos promedio de São Tomé (São Tomé International Airport) | Parámetros climáticos promedio de São Tomé (São Tomé International Airport) | Parámetros climáticos promedio de São Tomé (São Tomé International Airport) | Parámetros climáticos promedio de São Tomé (São Tomé International Airport) | Parámetros climáticos promedio de São Tomé (São Tomé International Airport) | Parámetros climáticos promedio de São Tomé (São Tomé International Airport) | Parámetros climáticos promedio de São Tomé (São Tomé International Airport) | Parámetros climáticos promedio de São Tomé (São Tomé International Airport) | Parámetros climáticos promedio de São Tomé (São Tomé International Airport) | Parámetros climáticos promedio de São Tomé (São Tomé International Airport) | Parámetros climáticos promedio de São Tomé (São Tomé International Airport) | Parámetros climáticos promedio de São Tomé (São Tomé International Airport) | Parámetros climáticos promedio de São Tomé (São Tomé International Airport) |
| Mes                                                                         | Ene.                                                                        | Feb.                                                                        | Mar.                                                                        | Abr.                                                                        | May.                                                                        | Jun.                                                                        | Jul.                                                                        | Ago.                                                                        | Sep.                                                                        | Oct.                                                                        | Nov.                                                                        | Dic.                                                                        | Anual                                                                       |
| --------------------------------------------------------------------------- | --------------------------------------------------------------------------- | --------------------------------------------------------------------------- | --------------------------------------------------------------------------- | --------------------------------------------------------------------------- | --------------------------------------------------------------------------- | --------------------------------------------------------------------------- | --------------------------------------------------------------------------- | --------------------------------------------------------------------------- | --------------------------------------------------------------------------- | --------------------------------------------------------------------------- | --------------------------------------------------------------------------- | --------------------------------------------------------------------------- | --------------------------------------------------------------------------- |
| Temp. máx. abs. (°C)                                                        | 32.0                                                                        | 33.6                                                                        | 33.5                                                                        | 33.4                                                                        | 33.9                                                                        | 31.0                                                                        | 30.7                                                                        | 31.0                                                                        | 31.7                                                                        | 31.5                                                                        | 31.6                                                                        | 32.0                                                                        | 33.9                                                                        |
| Temp. máx. media (°C)                                                       | 29.4                                                                        | 29.9                                                                        | 30.2                                                                        | 30.1                                                                        | 29.3                                                                        | 28.0                                                                        | 27.3                                                                        | 27.7                                                                        | 28.6                                                                        | 28.7                                                                        | 29.0                                                                        | 29.1                                                                        | 28.9                                                                        |
| Temp. media (°C)                                                            | 25.9                                                                        | 26.2                                                                        | 26.4                                                                        | 26.4                                                                        | 26.0                                                                        | 24.7                                                                        | 23.8                                                                        | 24.1                                                                        | 25.0                                                                        | 25.2                                                                        | 25.5                                                                        | 25.6                                                                        | 25.4                                                                        |
| Temp. mín. media (°C)                                                       | 22.4                                                                        | 22.5                                                                        | 22.6                                                                        | 22.6                                                                        | 22.6                                                                        | 21.4                                                                        | 20.4                                                                        | 20.5                                                                        | 21.3                                                                        | 21.8                                                                        | 22.0                                                                        | 22.1                                                                        | 21.8                                                                        |
| Temp. mín. abs. (°C)                                                        | 19.1                                                                        | 19.6                                                                        | 19.2                                                                        | 19.4                                                                        | 18.5                                                                        | 14.0                                                                        | 14.0                                                                        | 13.4                                                                        | 16.0                                                                        | 18.3                                                                        | 18.8                                                                        | 19.6                                                                        | 13.4                                                                        |
| Lluvias (mm)                                                                | 81                                                                          | 84                                                                          | 131                                                                         | 122                                                                         | 113                                                                         | 19                                                                          | 0                                                                           | 1                                                                           | 17                                                                          | 110                                                                         | 99                                                                          | 108                                                                         | 885                                                                         |
| Días de lluvias (≥ 0.1 mm)                                                  | 8                                                                           | 8                                                                           | 12                                                                          | 11                                                                          | 10                                                                          | 3                                                                           | 2                                                                           | 3                                                                           | 6                                                                           | 12                                                                          | 11                                                                          | 8                                                                           | 94                                                                          |
| Horas de sol                                                                | 142.6                                                                       | 135.6                                                                       | 139.5                                                                       | 126.0                                                                       | 145.7                                                                       | 165.0                                                                       | 161.2                                                                       | 148.8                                                                       | 120.0                                                                       | 114.7                                                                       | 135.0                                                                       | 142.6                                                                       | 1676.7                                                                      |
| Humedad relativa (%)                                                        | 85                                                                          | 84                                                                          | 83                                                                          | 83                                                                          | 84                                                                          | 79                                                                          | 77                                                                          | 78                                                                          | 79                                                                          | 82                                                                          | 85                                                                          | 85                                                                          | 82                                                                          |
| Fuente: Deutscher Wetterdienst                                              |                                                                             |                                                                             |                                                                             |                                                                             |                                                                             |                                                                             |                                                                             |                                                                             |                                                                             |                                                                             |                                                                             |                                                                             |                                                                             |

## Flora y fauna
La vegetación original de las islas era una exuberante selva tropical, con una transición gradual de bosques de tierras bajas a bosques de niebla. Parte del área de las islas, principalmente en el sur y el oeste, todavía está cubierta de selva tropical. Gran parte de esta selva en la actualidad es crecimiento secundario en tierras de plantaciones abandonadas. La flora y la fauna incluyen muchas especies raras y endémicas, lo que refleja el aislamiento y la diversidad ambiental de las islas. En Santo Tomé y Príncipe se pueden encontrar aves como el ibis, el alcaudón y el picogrueso. Muchas de las plantas, aves, reptiles y pequeños mamíferos están amenazados por la presión sobre el bosque tropical restante.

## Demografía y religión
| Año  | Población | Porcentaje de variación |
| ---- | --------- | ----------------------- |
| 1990 | 42331     | -                       |
| 2000 | 49957     | +18%                    |
| 2003 | 53300     | +6.7%                   |
| 2018 | 71868     | +34.8%                  |

### Religión
La mayoría de la población de Santo Tomé es cristiana, siendo la mayor denominación de este tipo la Iglesia Católica Romana (representada por la diócesis de Santo Tomé y Príncipe), y también hay un número considerable de cristianos protestantes de la Iglesia Universal del Reino de Dios, las Asambleas de Dios y la Iglesia Adventista del Séptimo Día.

## Economía

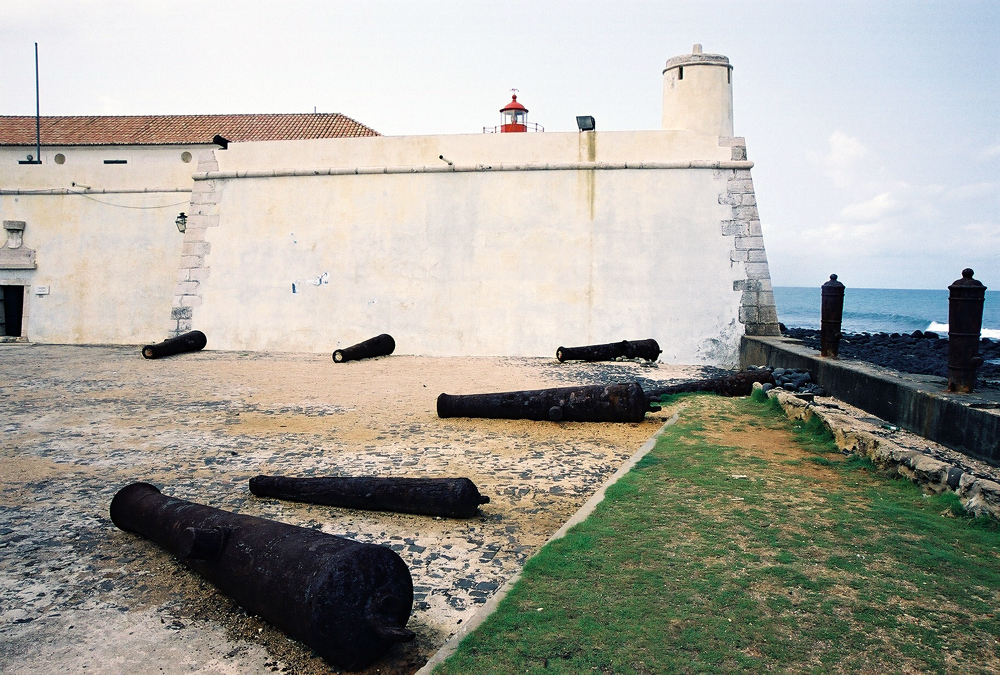
Fuerte de São Sebastião.

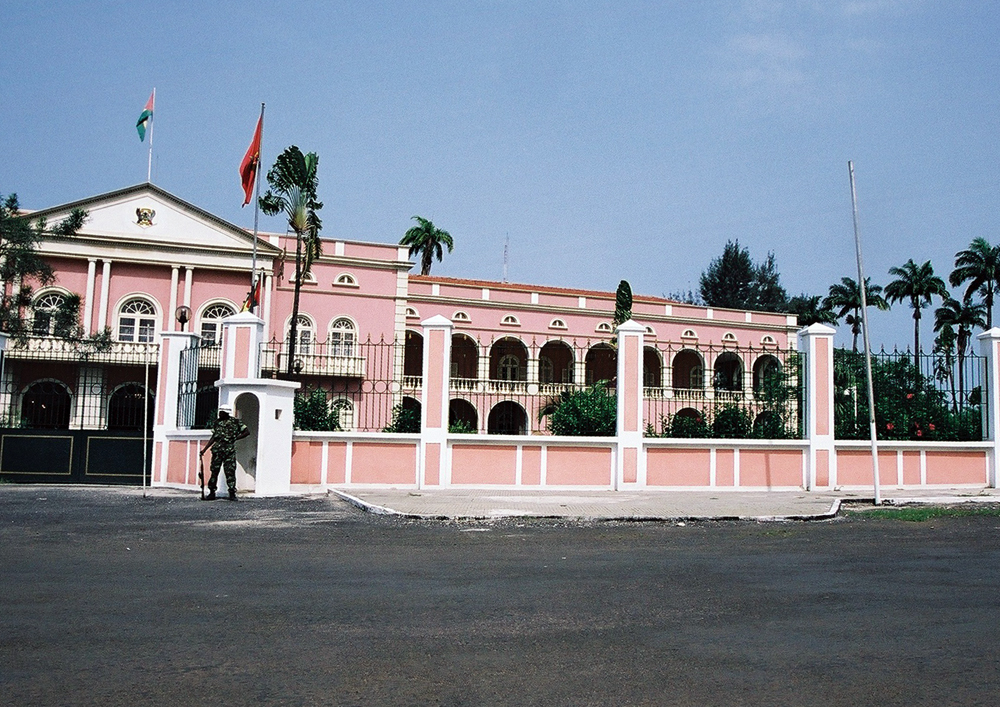
Palacio Presidencial.

La ciudad es el principal puerto del país, y concentra la exportación de cacao y plátanos. En la ciudad se encuentra también el Palacio Presidencial, un cine y dos mercados, una emisora de radio, un hospital y un aeropuerto internacional. El turismo está ganando peso como motor de la economía local. La ciudad de Santo Tomé es también el centro de la red de transportes y carreteras de la isla.

## Transportes

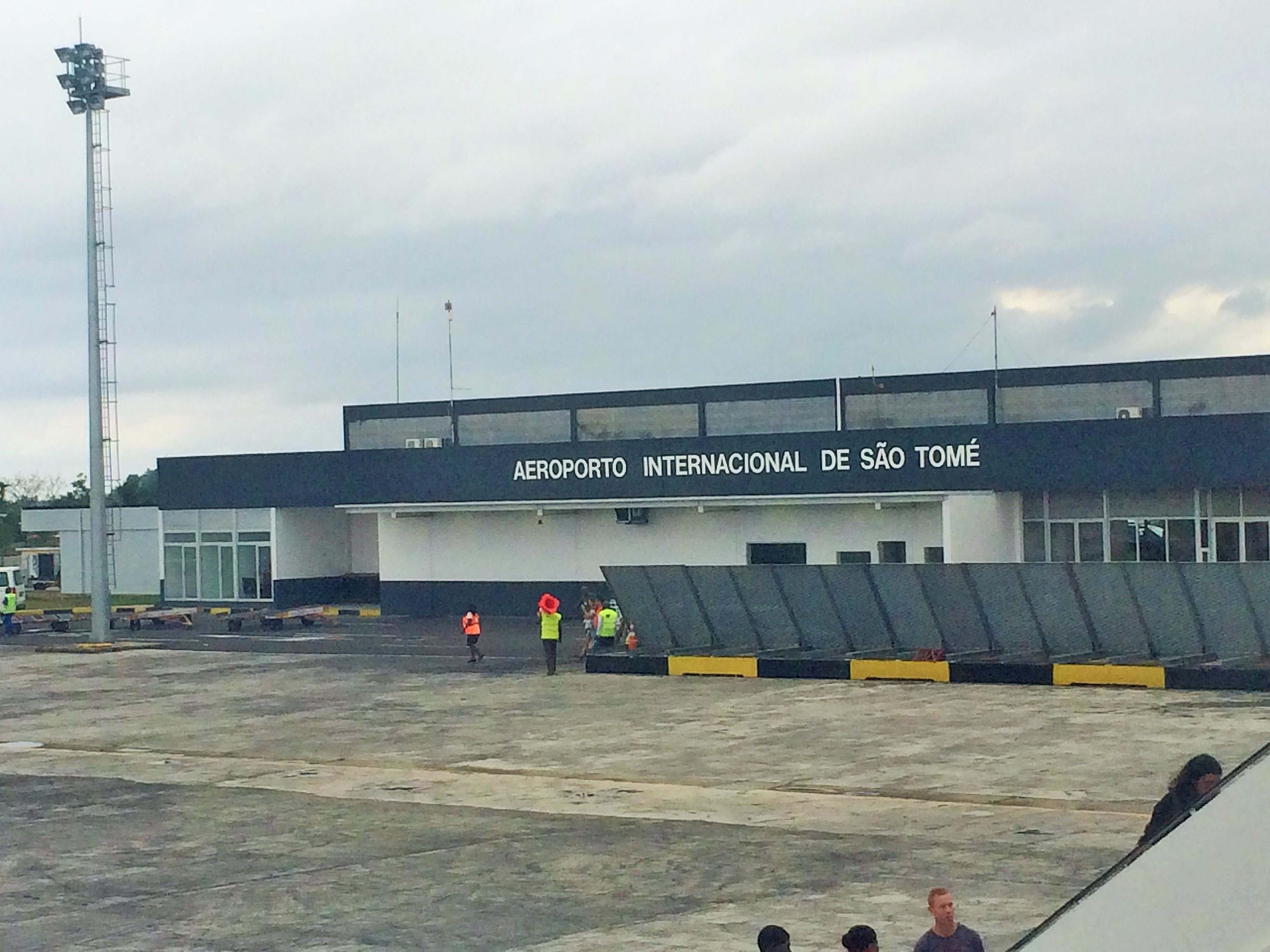
Aeropuerto internacional de Santo Tomé.

Santo Tomé cuenta con el aeropuerto internacional de Santo Tomé, con vuelos regulares a Europa y otros países africanos.

## Educación
- Universidad de São Tomé y Príncipe, formada en 2016
- Liceo Nacional
- Escuela preparatoria Patrice Lumumba
- Biblioteca Nacional de São Tomé y Príncipe

Santo Tomé cuenta con las siguientes instituciones de educación internacionales en portugués:
- Escola Portuguesa de S. Tomé
- Instituto Diocesano de Formação João Paulo II
- Escola Bambino
- Escola Internacional de S. Tomé e Príncipe

## Sanidad
El principal hospital del país es el Hospital Ayres de Menezes.

## Organización política
Como capital, Santo Tomé alberga la sede del presidente de la nación. La Asamblea Nacional de Santo Tomé y Príncipe tiene su sede también en la ciudad, en el Palacio de Congresos.

## Deportes
Los clubes deportivos con sede en la ciudad incluyen Sporting Praia Cruz y Vitória FC con sede en el barrio de Riboque. Todos los clubes juegan en el Estádio Nacional 12 de Julio.

## Lugares de culto

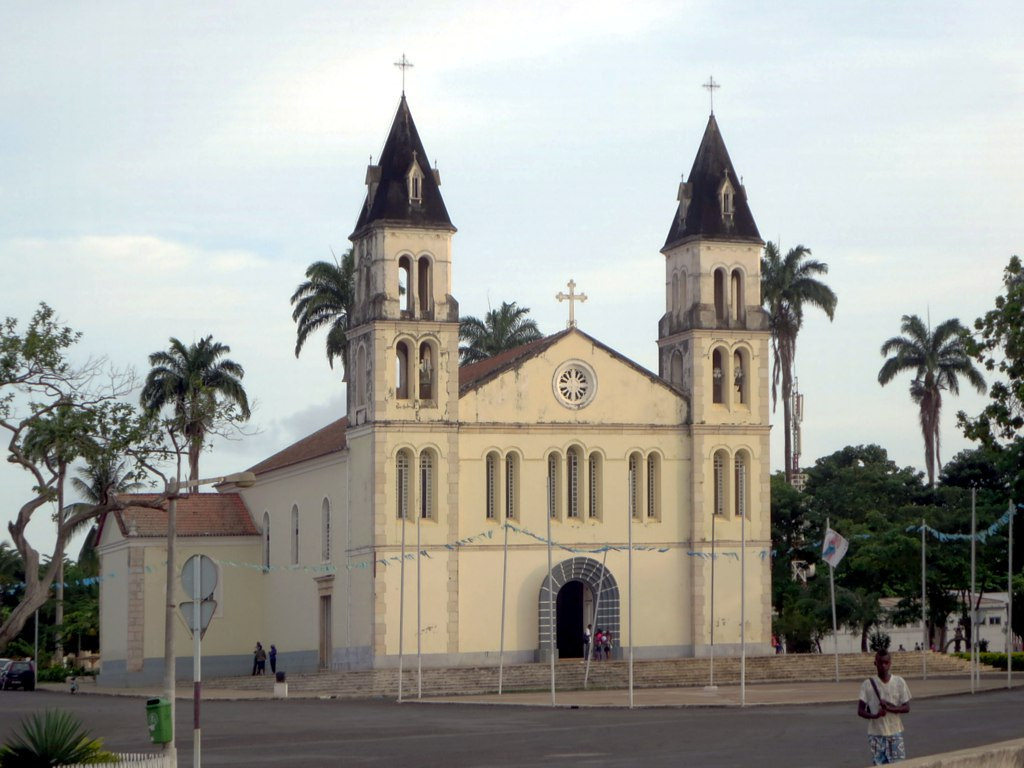
Catedral de Nuestra Señora de Gracia
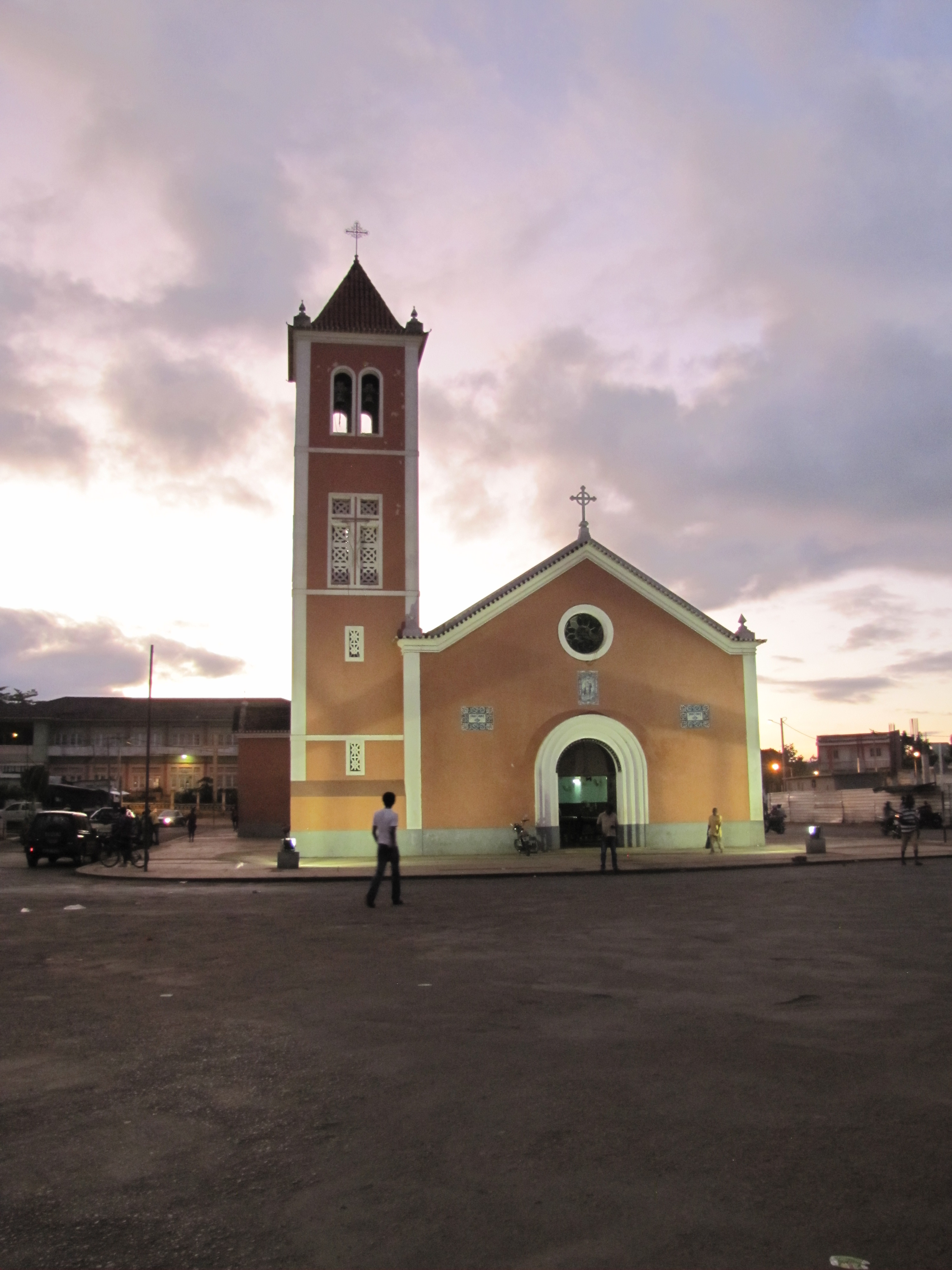
Iglesia de Nuestra Señora de la Concepción

Entre los lugares de culto, se encuentran predominantemente iglesias y templos cristianos.

## Medios de comunicación
La alemana Deutsche Welle emite diariamente programas de onda corta para África Occidental en idioma hausa a través de sus sistemas de radiodifusión.

## Galería de imágenes

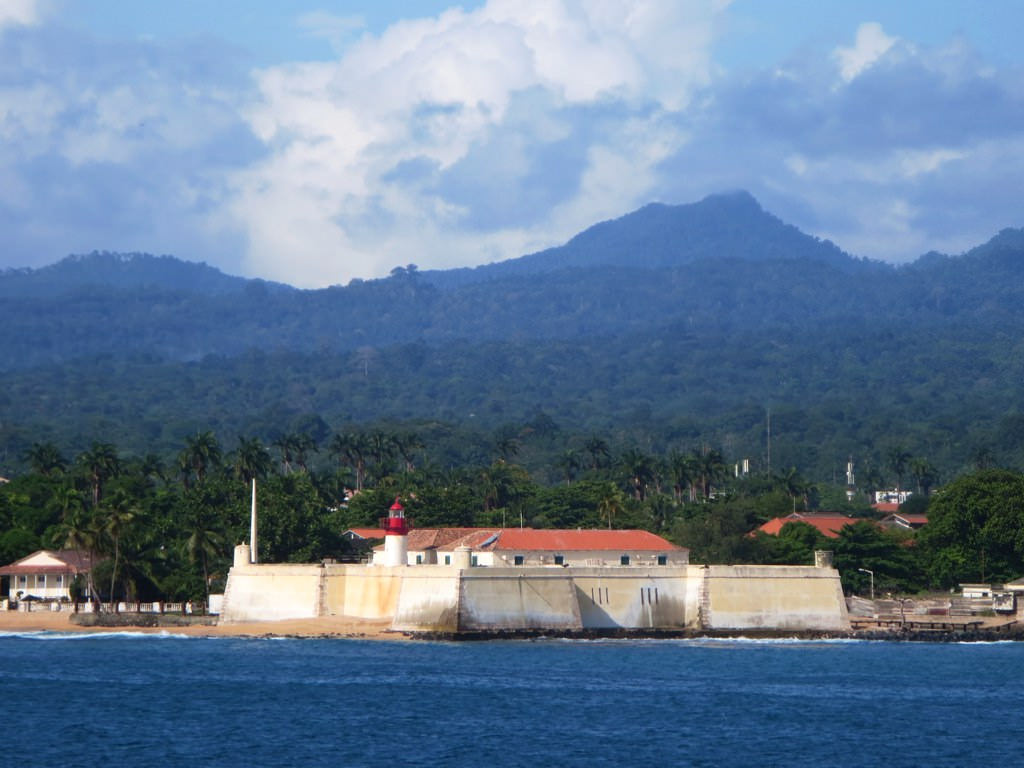
Museo de San Sebastián.
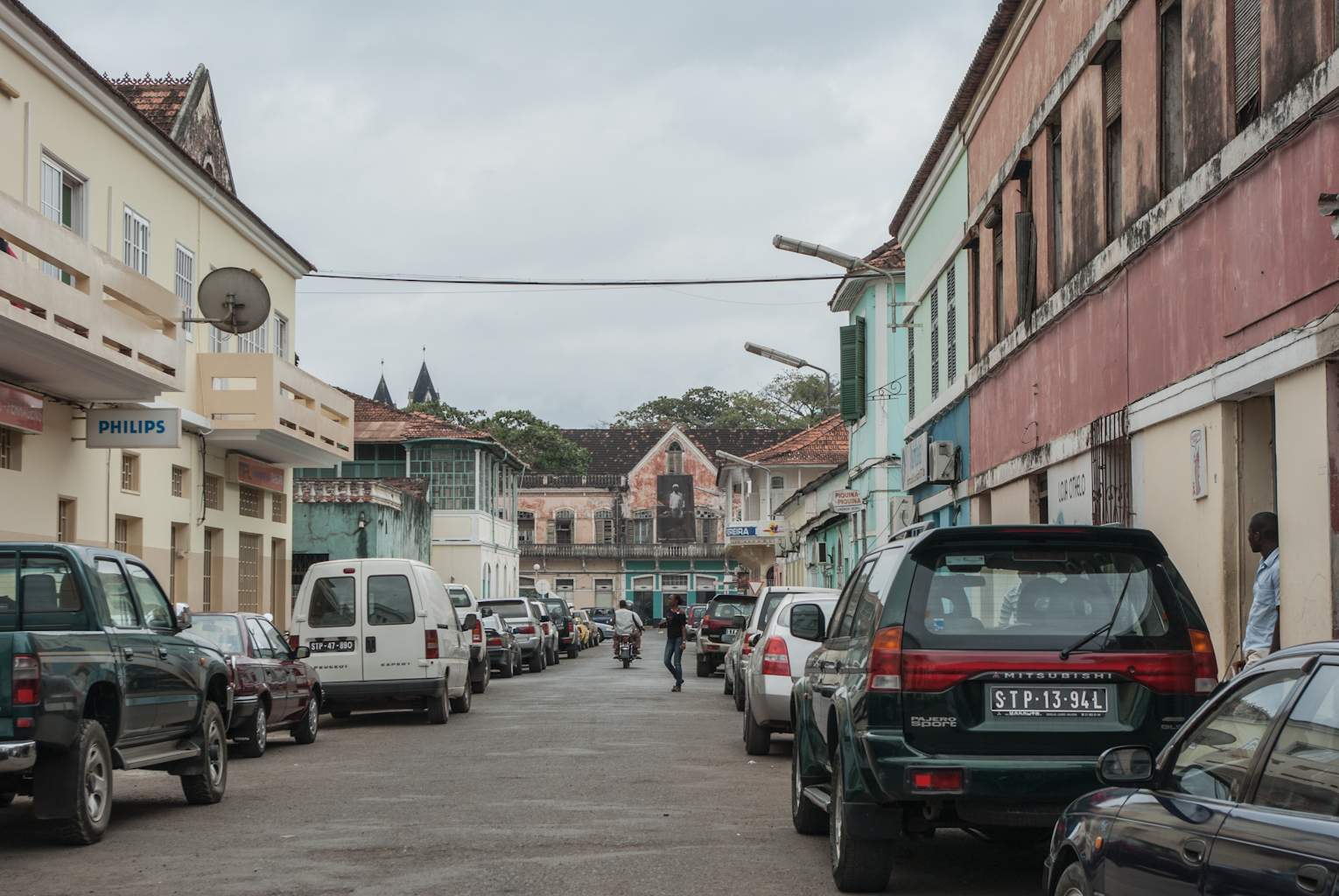
Ciudad de Santo Tomé
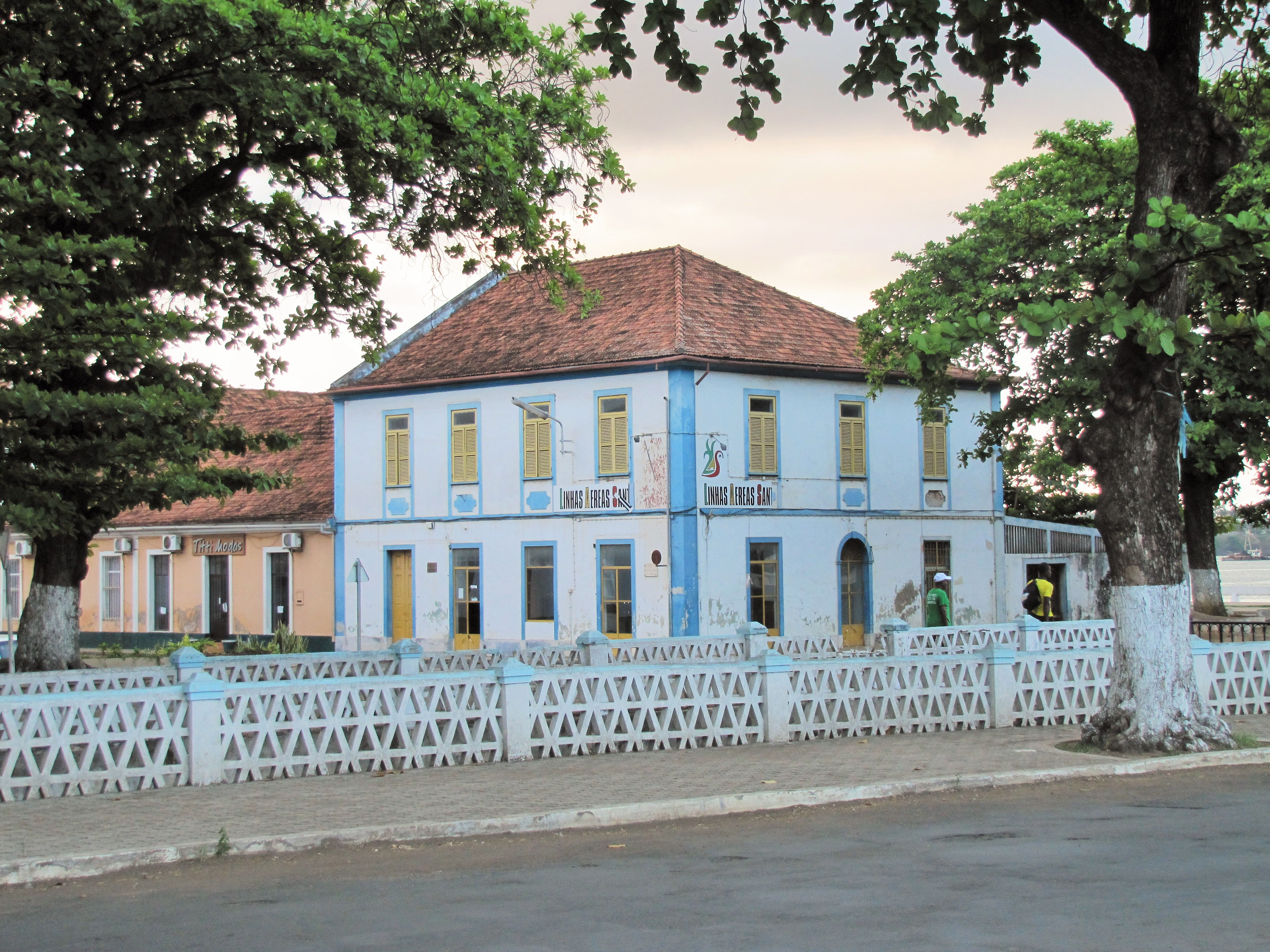
Centro de Santo Tomé
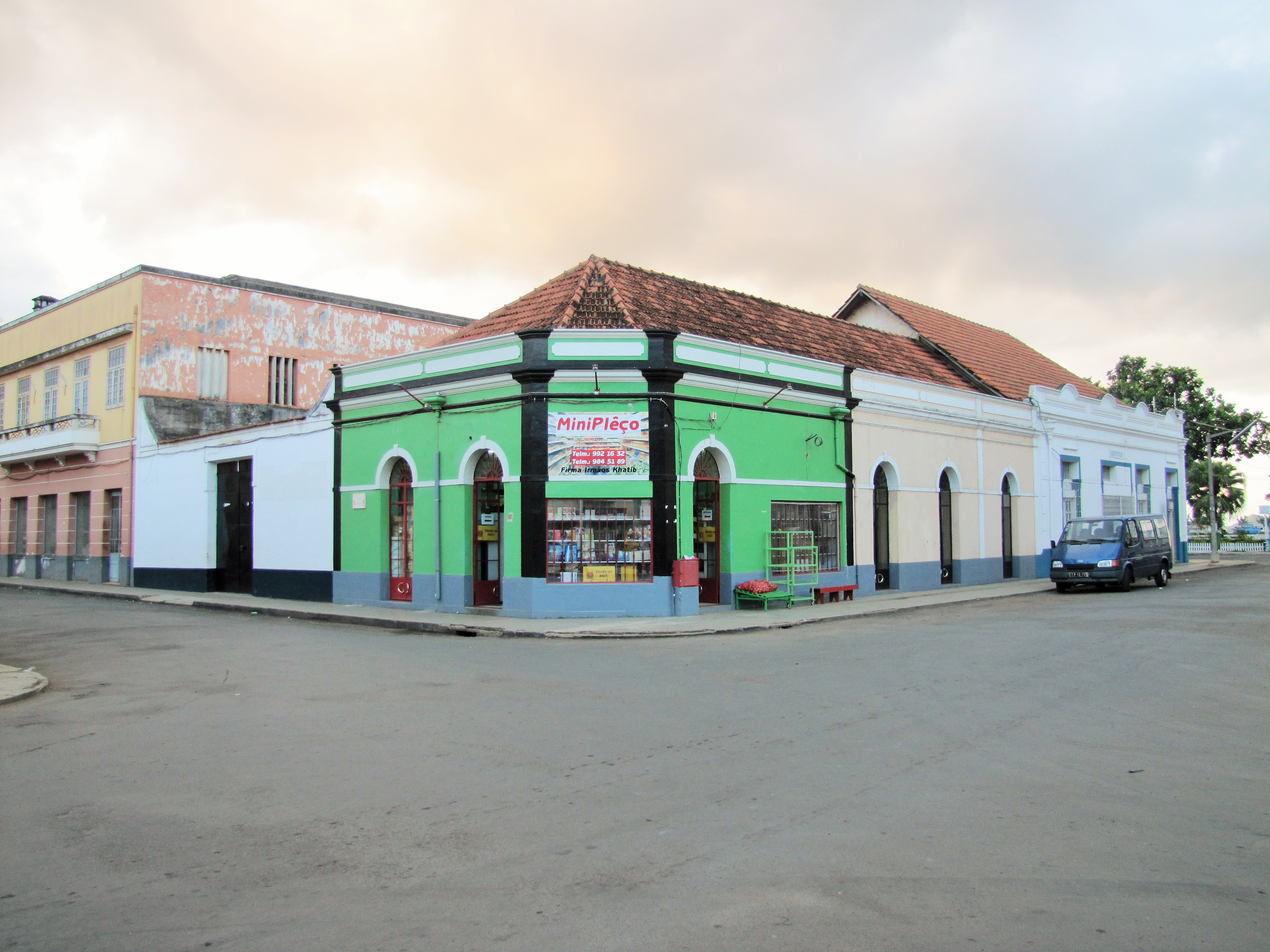
Vista de la ciudad de Santo Tomé (un comercio)
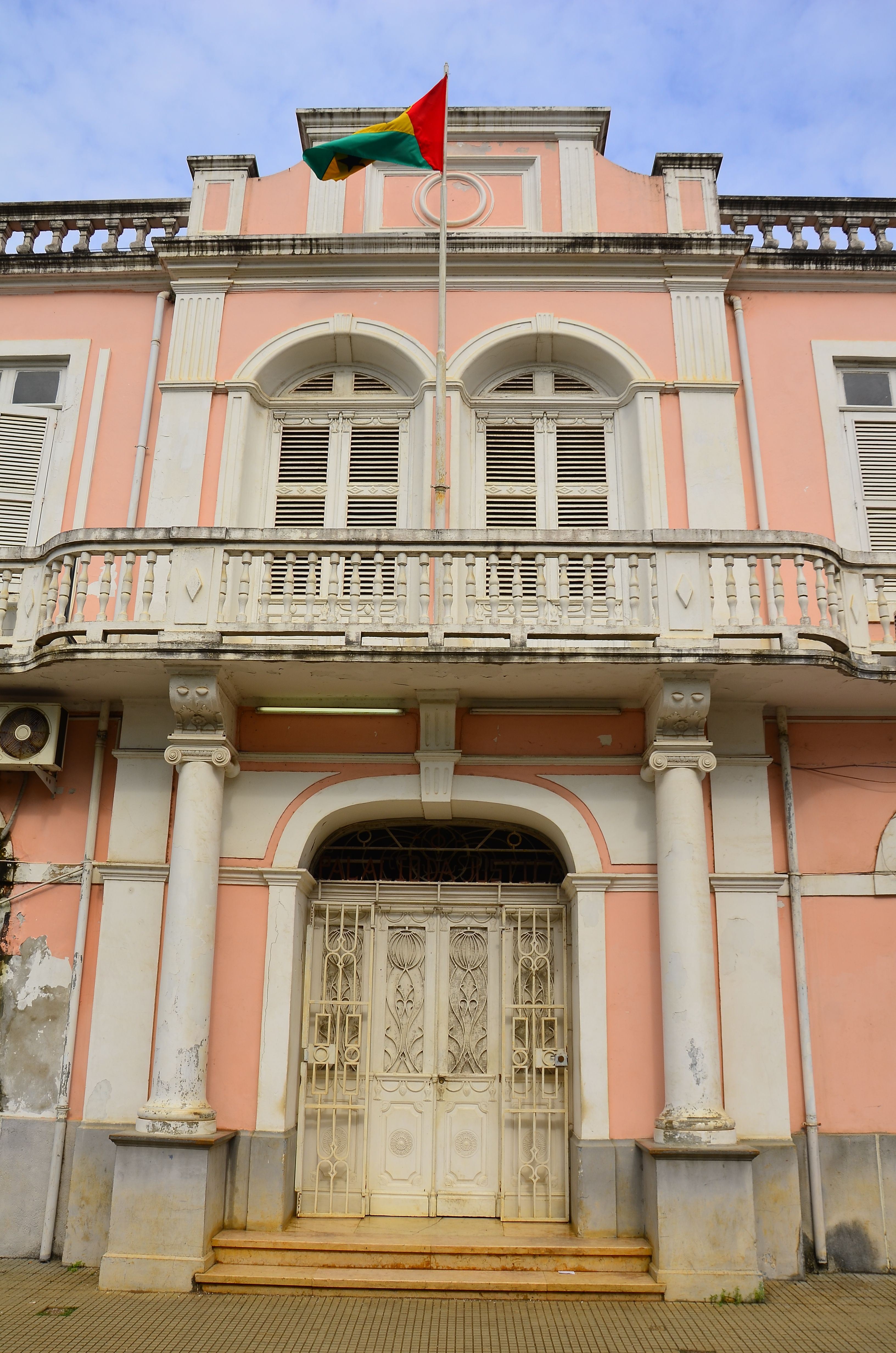
Corte Suprema de Santo Tomé y Príncipe
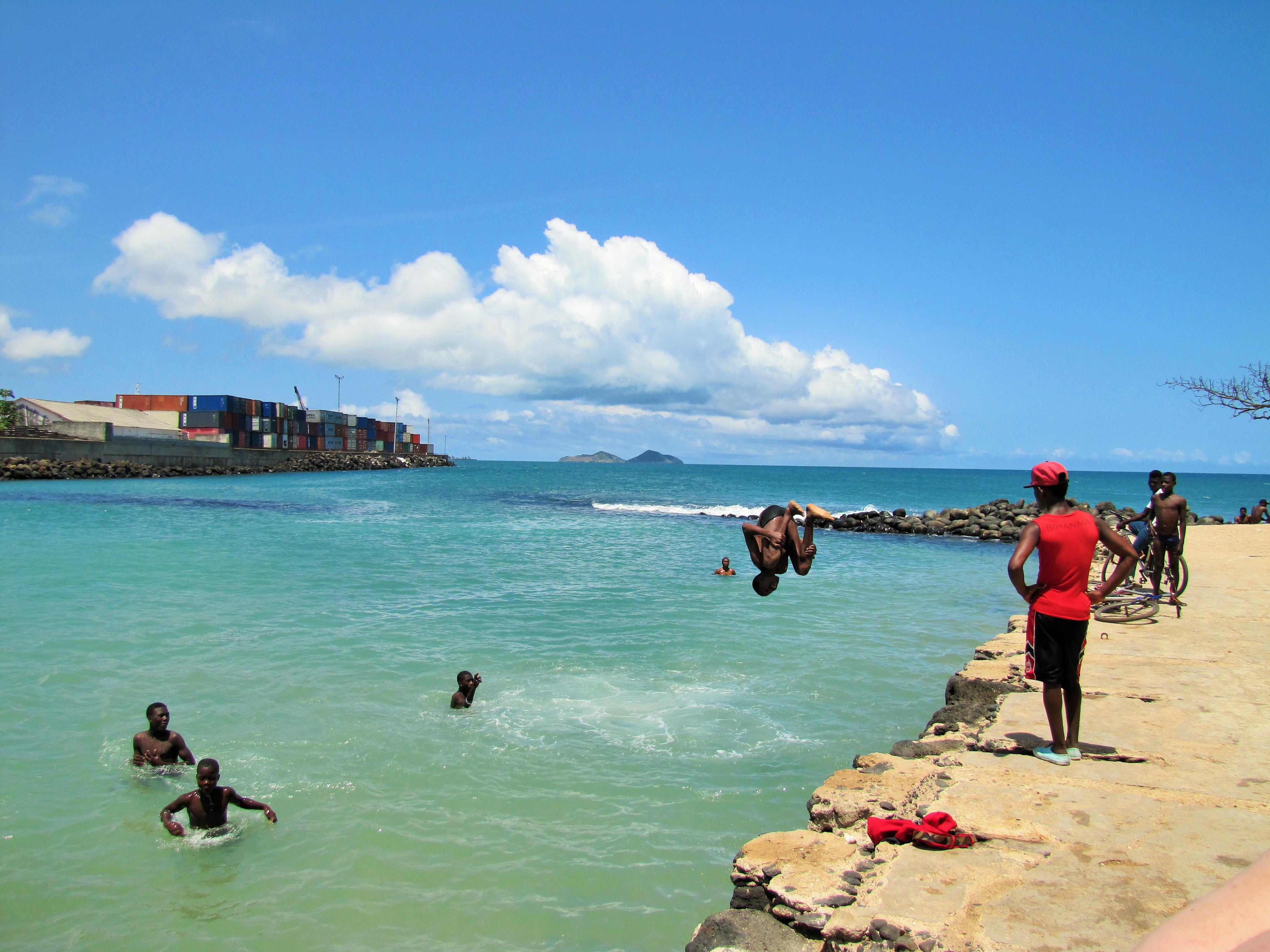
Niños zambulléndose en el mar desde el muelle
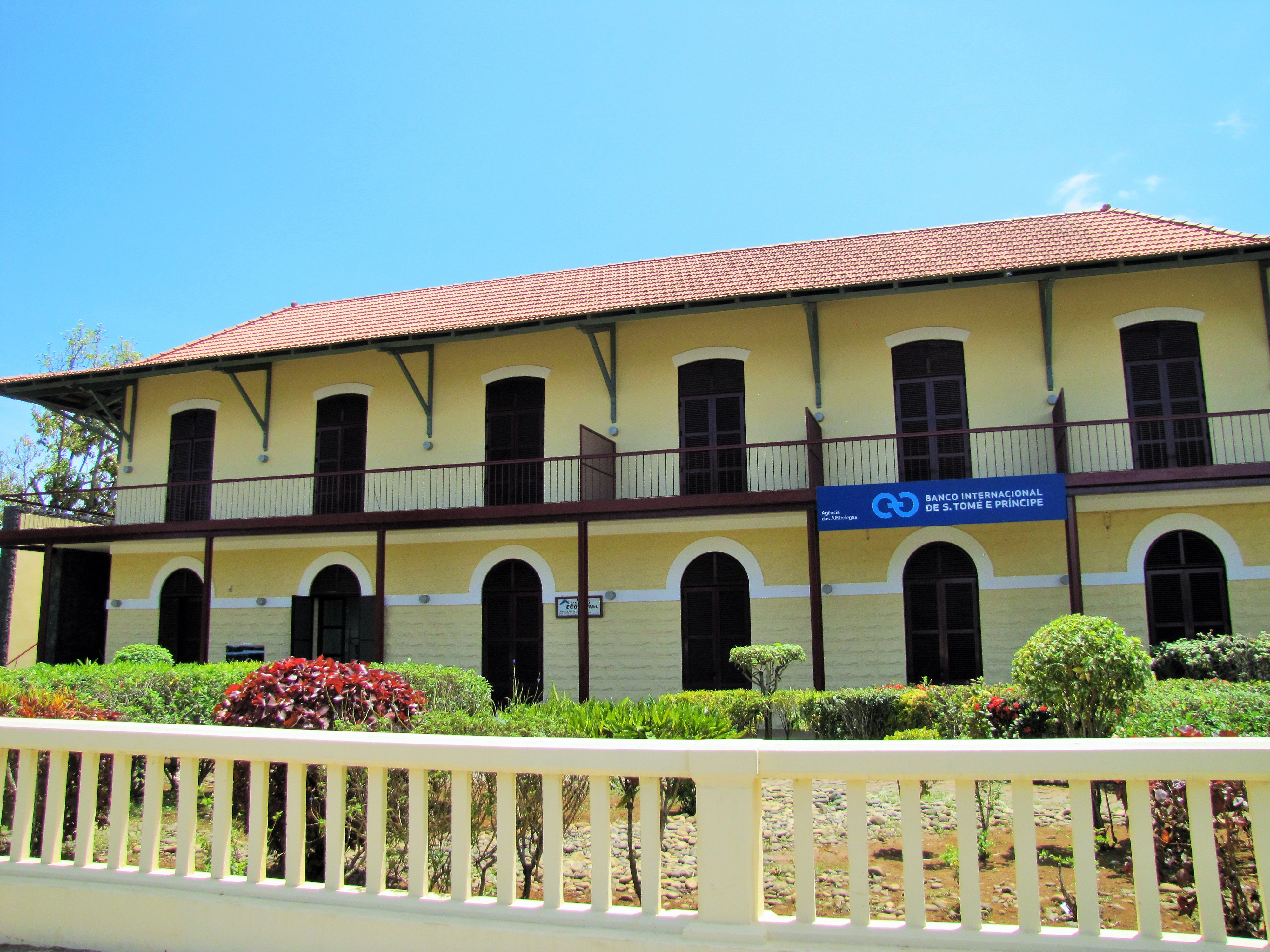
Antigua sede del Banco Internacional de Santo Tomé y Príncipe
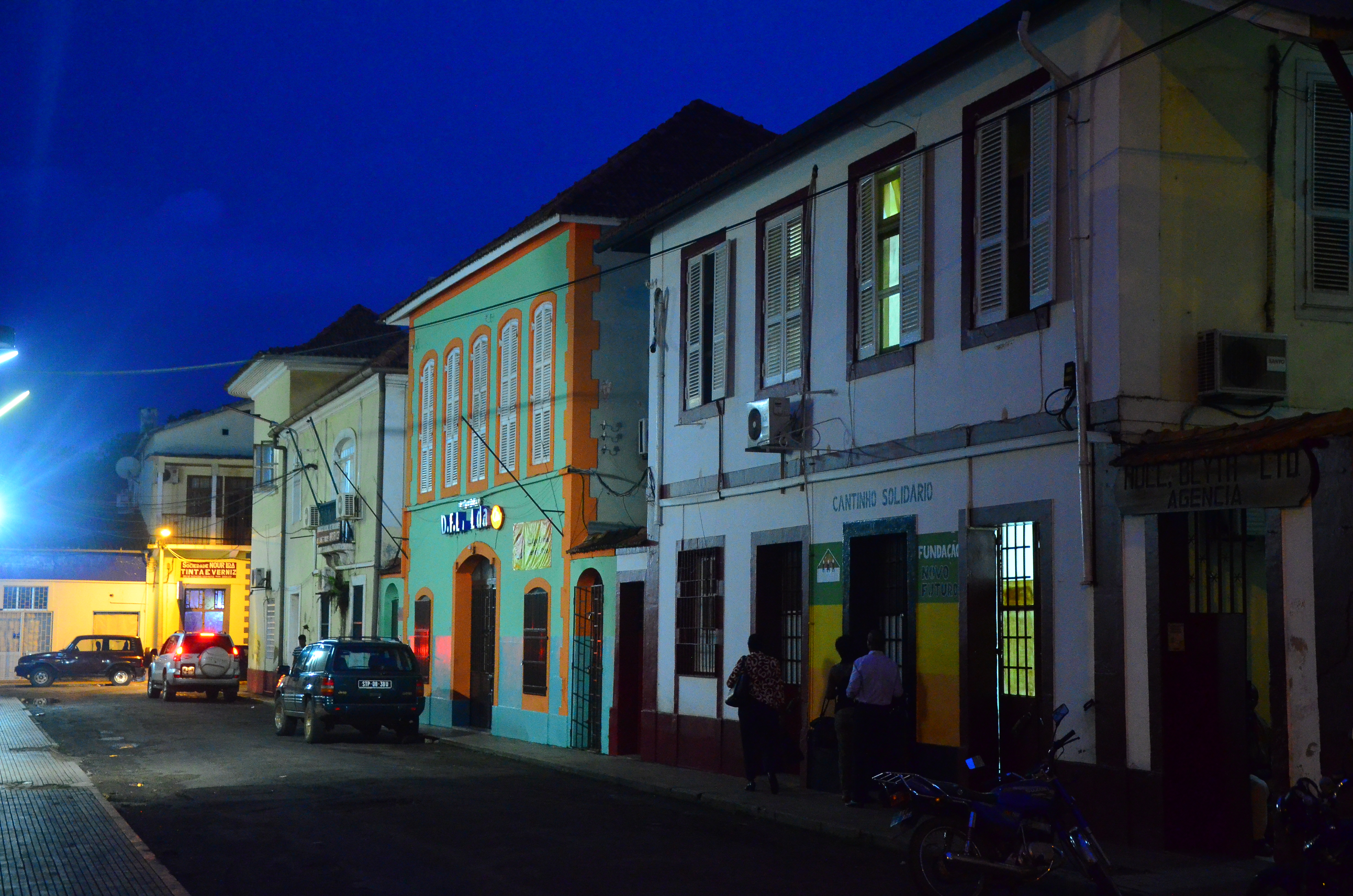
Centro de Santo Tomé
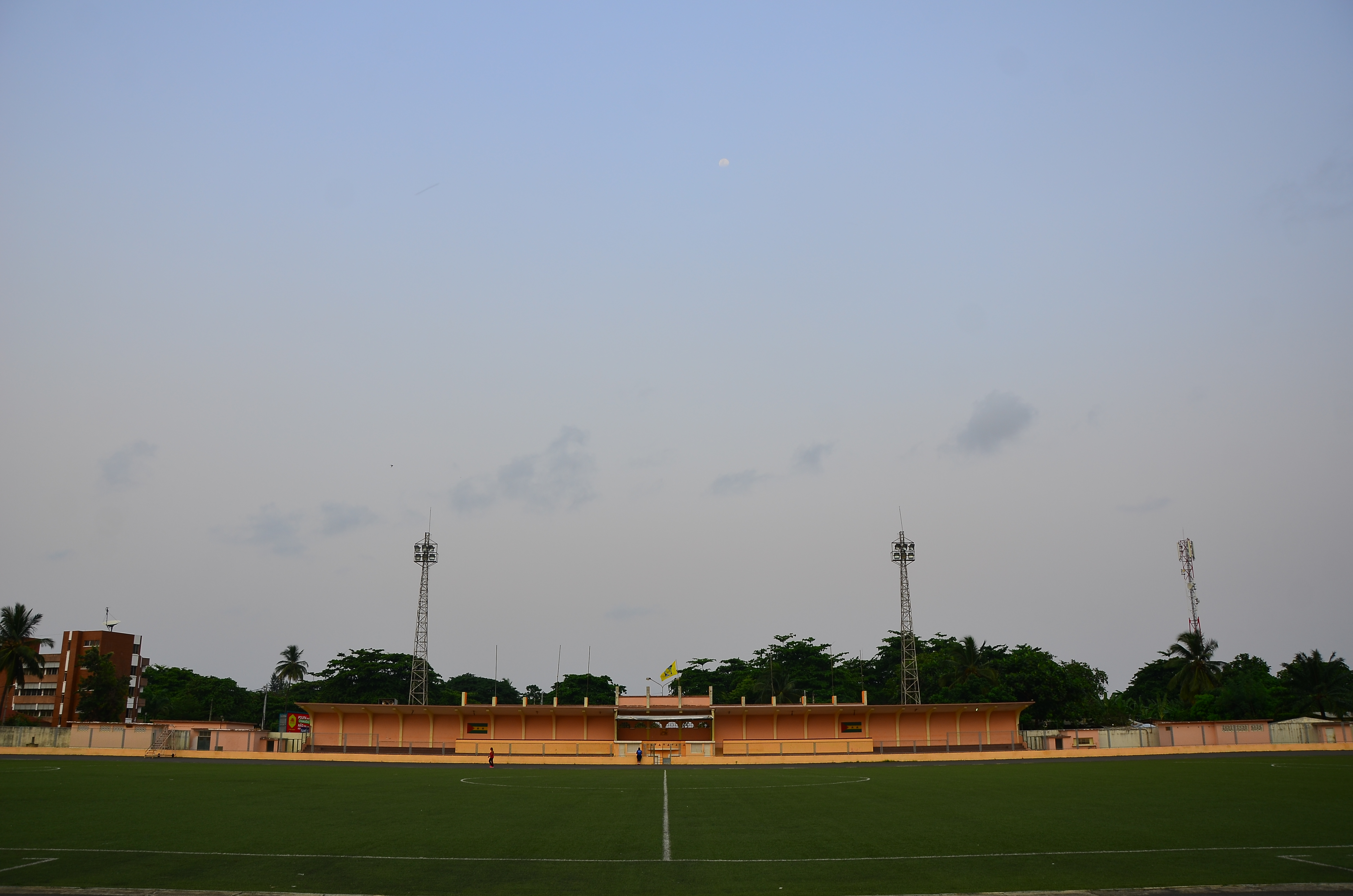
Estadio Nacional 12 de Julio
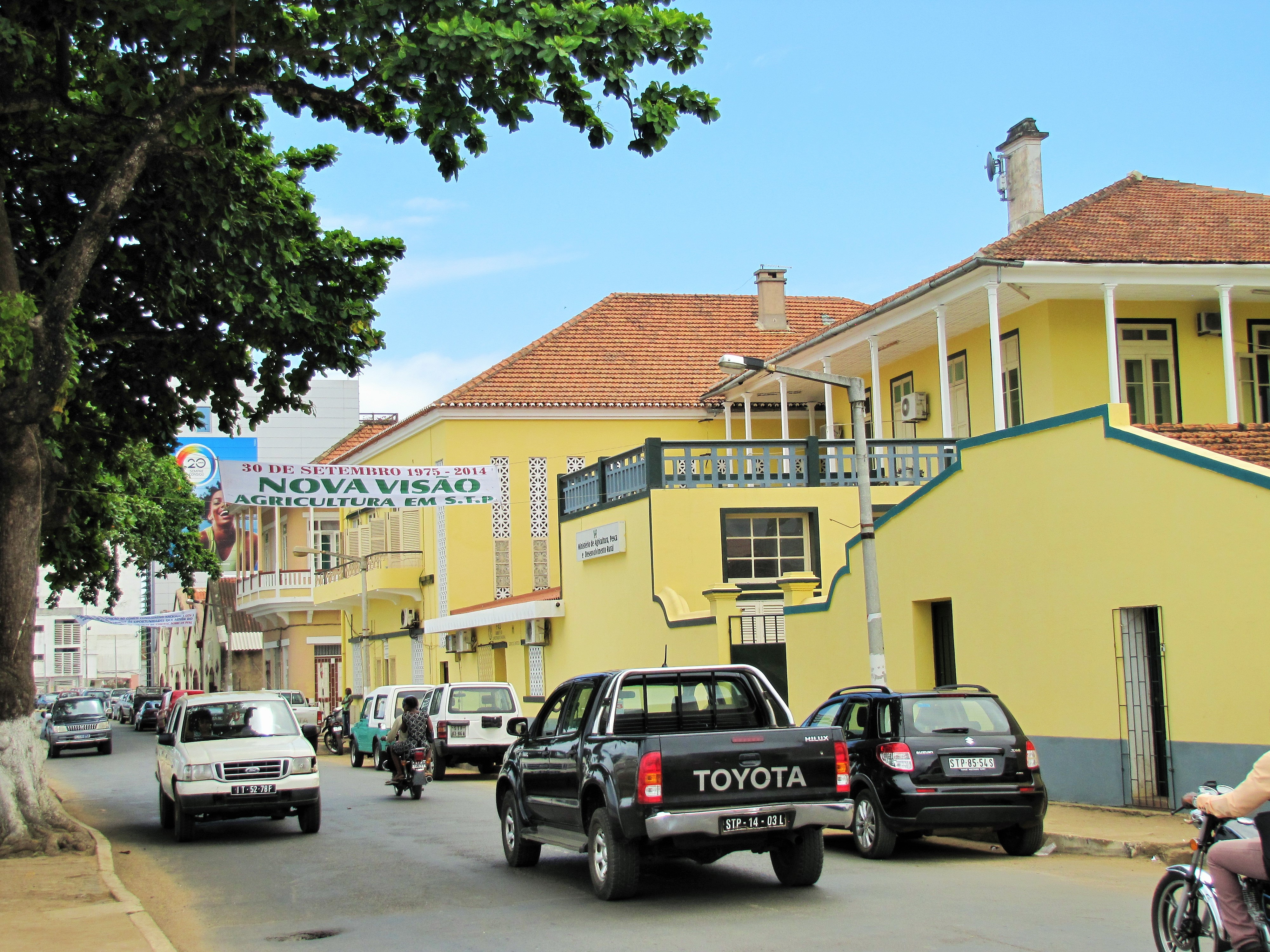
Vista de Santo Tomé
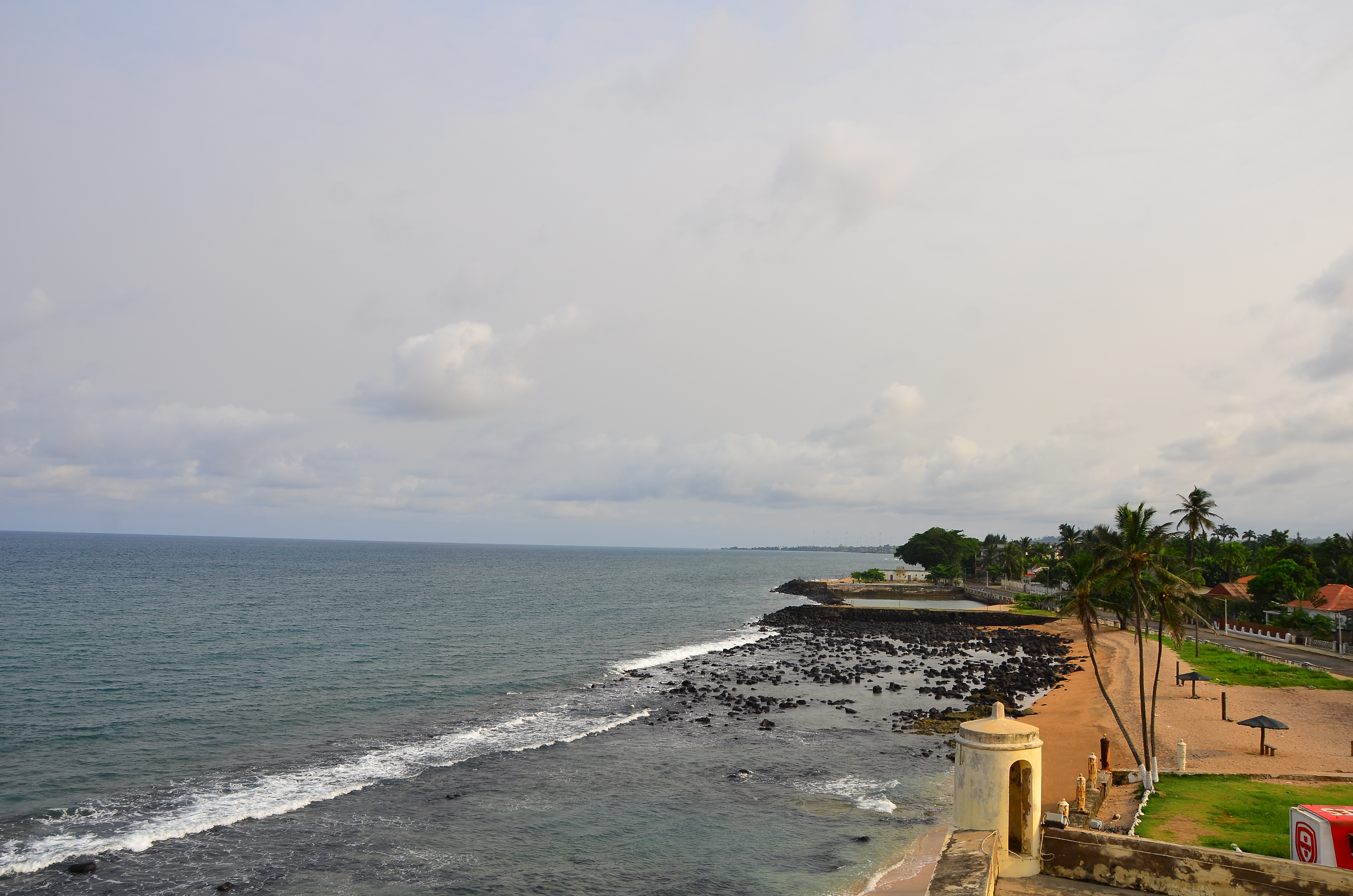
Bahía Ana Chaves, Santo Tomé
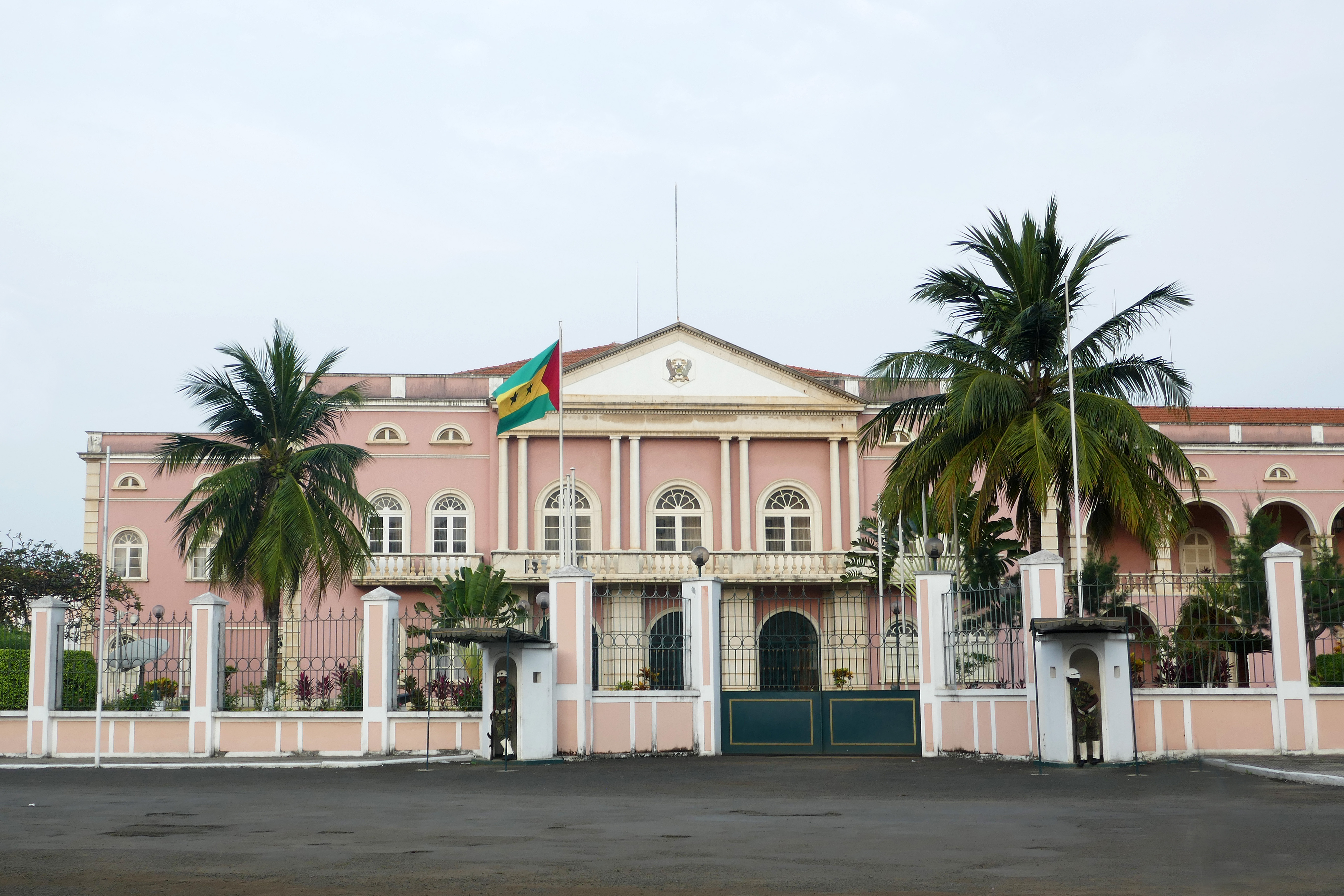
Palacio Presidencial de Santo Tomé y Príncipe
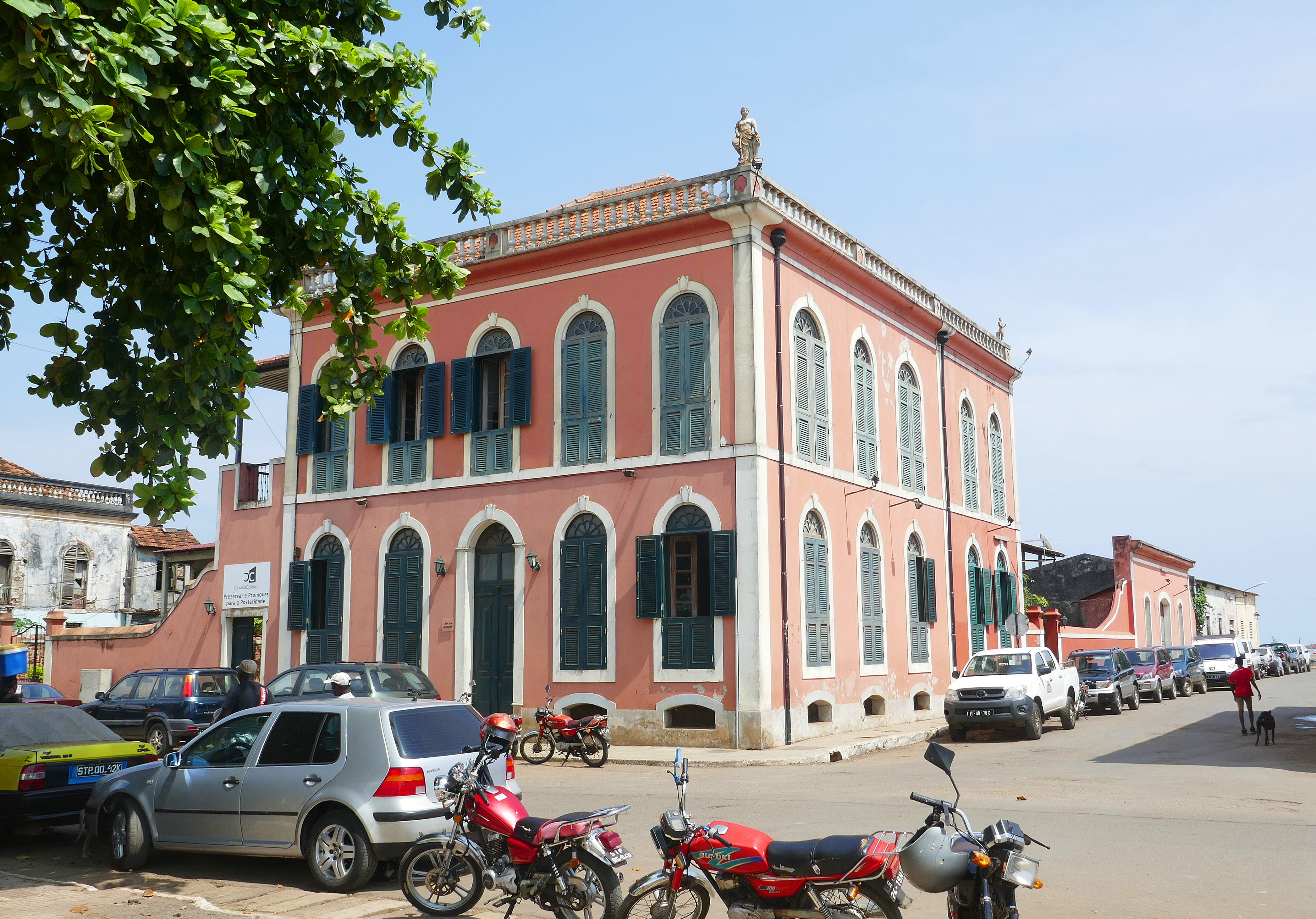
Casa de la Cultura de Santo Tomé

## Personas notables nacidas en Santo Tomé
- José Viana da Motta (1868-1948), pianista y compositor portugués
- José de Sousa e Faro (1886-1962), administrador colonial y militar portugués, gobernador general de Angola 1930/31
- Francisco José Tenreiro (1921-1963), poeta, ensayista, geógrafo y político
- Guadalupe de Ceita (nacida en 1929), médica, escritora y política, importante activista independentista
- Miguel Trovoada (nacido en 1936), primer ministro (1975-1979) y Presidente (1991-2001) de Santo Tomé y Príncipe
- Aurélio Martins (nacido en 1966), periodista, empresario y político, presidente del Movimiento para la Liberación de Santo Tomé y Príncipe / Partido Social Demócrata desde 2011
- Nuno Espírito Santo (nacido en 1974), portero y entrenador de fútbol portugués
- Elsa Garrido (nacida en 1977), política y activista medioambiental
- Severina Cravid (nacida en 1978), atleta portuguesa
- Naide Gomes (nacida en 1979), deportista portuguesa
- Katya Aragão (nacida en 1986), cineasta, productora y periodista
- Harramiz Soares (nacido en 1990), jugador de fútbol
- Joazhifel Soares (nacido en 1991), futbolista
- Olimpia Barbosa (nacida en 1995), corredora de vallas portuguesa
- Gedson Fernandes (nacido en 1999), futbolista portugués

## Película relacionada con Santo Tomé
- Trata de personas: una breve historia de la esclavitud. Episodio 2: 1375-1620: Por todo el oro del mundo. Daniel Cattier, Juan Gélas, Fanny Glissant (directores):  Francia, 2018. (en francés) (en alemán) (En línea en arte-tv Archivado el 3 de septiembre de 2022 en Wayback Machine.)